# Twisted Metal (videogioco 1995)
Twisted Metal è un videogioco di combattimenti tra veicoli sviluppato dalla casa videoludica SingleTrac, prodotto dalla Sony Interactive Studios America (ora 989 Studios) e pubblicato dalla Sony Computer Entertainment per la prima PlayStation il 5 novembre 1995 in Nord America, il 13 gennaio 1996 in Europa e il 15 novembre 1996 in Giappone. È il primo titolo della serie Twisted Metal, e la trama del gioco è incentrata in una competizione dove vari contendenti guidano veicoli modificati per distruggersi l'un l'altro nel tentativo di sopravvivere. Il vincitore avrà l'opportunità di esprimere il suo desiderio all'organizzatore della competizione, il misterioso Calypso, a prescindere dal costo, dalla grandezza, o persino dalla realtà.

## Trama
Il gioco è ambientato a Los Angeles, alla vigilia di natale del 2005, e il torneo nel quale si svolge il gioco è il decimo. Ogni anno, dodici contendenti si sfidano nelle sue strade con veicoli modificati per distruggersi l'un l'altro. Il concorrente che sopravvive alla competizione avrà l'onore di affrontare Minion, il boss finale, per poter esprimere il suo desiderio di fronte al misterioso Calypso, a prescindere dal prezzo, dalla grandezza o persino della realtà del desiderio.

## Modalità di gioco
In Twisted Metal, che rasenta un demolition derby, il giocatore controlla uno tra i dodici veicoli disponibili in totale. Durante il gioco, si può accelerare, sterzare, frenare, andare in retromarcia, attivare il turbo, fare derapate e scambiare e attivare armi usando i tasti direzionali e d'azione del controller. Due sono le modalità di gioco: Torneo (la modalità a giocatore singolo equivalente alla modalità Storia) e Duello (dove due giocatori selezionano l'ambiente di gioco e i personaggi e si sfidano l'un l'altro). Nella modalità Torneo, il giocatore deve completare sei livelli, uno più grande e con più avversari rispetto al precedente. Il gioco termina quando il giocatore esaurisce tutte le vite (tre, inizialmente) o completa tutti i sei livelli di gioco. Tutti i veicoli nel livello, compreso quello del giocatore, possiedono una barra di salute, recuperabile attraverso delle "Stazioni di Cura" disseminate nel livello; una volta usata una Stazione di Cura, si dovrà attendere un periodo di ricarica. Il livello di difficoltà determina quanto in fretta si ricarica la Stazione di Cura e quanta salute del veicolo interessato essa ripristina.
Le armi giocano un ruolo fondamentale nella vittoria, in quanto tutti i veicoli sono armati di mitragliatrici, deboli in potenza, ma con munizioni infinite. Sono però anche surriscaldabili se usate troppo a lungo, e in tal caso si dovrà attendere che si raffreddino prima di poterle usare di nuovo. Il giocatore può anche accumulare fino a trenta armi diverse, che variano tra missili, mine, spine e chiazze d'olio.

### Veicoli e guidatori
Il gioco conta un totale di 13 veicoli, di cui dodici selezionabili (il tredicesimo è Minion, il boss finale e vincitore del precedente torneo). Ogni veicolo possiede le proprie statistiche, come armatura/resistenza, velocità/manovrabilità e potenza, oltre che a un unico attacco speciale.
V: Velocità
M: Manovrabilità
A: Armatura
S: Speciale
| Veicolo       | Guidatore/i     | V | M | A | S | Descrizione |
| ------------- | --------------- | - | - | - | - | --- |
| Sweet Tooth   | Needles Kane    | 1 | 1 | 4 | 5 | Needles Kane è un serial killer travestito da clown, che entra nel torneo per salvare il suo migliore amico, un sacchetto per il pranzo di nome Crazy Harold. Guida un furgoncino dei gelati lento e poco maneggevole ma anche molto resistente, in cima al quale ondeggia la caratteristica testa ondeggiante: il suo attacco speciale consiste in coni gelato al napalm, un proiettile fiammeggiante molto potente.                                                         |
| Yellow Jacket | Charlie Kane    | 3 | 3 | 3 | 3 | Charlie Kane è un vecchio tassista di New York che entra nel torneo per scoprire cos'è successo a suo figlio Needles, scomparso 20 anni prima; nel suo Lost Ending, tuttavia, desidera invece ottenere un'altra possibilità di guidare, cosa che gli viene concessa tramite una sorta di veleno. Il suo taxi possiede delle statistiche del tutto equilibrate, e l'attacco speciale consiste in bottiglie esplosive a mo' di molotov.                                         |
| Darkside      | Mr. Ash         | 1 | 1 | 5 | 1 | Dall'aspetto umano, Mr. Ash è in realtà una creatura demoniaca che a sua volta ha creato numerosi demoni nell'Oltretomba, incluso Black e forse Minion; entra nel torneo per riprendersi Black da Calypso, il quale si è preso possesso del demone e del suo potere di esaudire ogni desiderio. Il suo autoarticolato è lento e poco maneggevole ma corazzato, come il furgoncino dei gelati di Sweet Tooth, e il suo attacco speciale consiste in un raggio di fuoco bianco. |
| Outlaw        | Carl Roberts    | 3 | 2 | 4 | 3 | Carl Roberts è un poliziotto che entra nel torneo perché Calypso faccia in modo che il Twisted Metal non esista più. Nella serie si scoprirà che ha una sorella di nome Jamie, e a partire dal secondo episodio cambierà nome in Buzz. Guida una volante della polizia molto resistente e dalla velocità e maneggevolezza intermedie, e il suo attacco speciale è un taser che attacca da ogni direzione.                                                                     |
| Thumper       | Bruce Cochrane  | 4 | 2 | 4 | 5 | Nativo di Los Angeles, Bruce Cochrane ha due desideri a seconda della versione del suo epilogo: in quello normale desidera semplicemente porre fine alla violenza nel suo vicinato, mentre nel suo Lost Ending vuole trovare la sua fidanzata e vendicarsi del suo rapitore. Guida un lowrider rosa, non molto maneggevole ma molto veloce e resistente, e usa i suoi lanciafiamme come attacco speciale.                                                                     |
| Crimson Fury  | Agent Stone     | 5 | 5 | 1 | 2 | L'agente segreto Stone entra nel torneo per trovare un registratore che prova l'esistenza degli alieni e condividerlo con il mondo intero. La sua macchina sportiva è fragile, ma velocissima e facilissima da guidare: il suo attacco speciale consiste in un laser difficile da usare, ma che infligge notevoli danni. |
| Pit Viper     | Angela Fortin   | 3 | 2 | 3 | 4 | Angela Fortin, vero nome Agente Amanda X, entra nel torneo per assassinare Calypso e intascarsi un milione di dollari. Guida una dune buggy dalle statistiche equilibrate, e il suo attacco speciale consiste in uno slime scivoloso. |
| Warthog       | Commander Mason | 1 | 2 | 4 | 3 | Mason è un comandante statunitense, e il suo scopo entra in conflitto con quello dell'agente Stone: vuole infatti trovare il registratore che prova l'esistenza degli alieni e nasconderlo al mondo. Il suo veicolo è una sorta di jeep militare a sei ruote, lenta, poco maneggevole e abbastanza corazzata, e l'attacco speciale consiste in tre missili cercaguida. |
| Mr. Grimm     | Mr. Grimm       | 4 | 3 | 1 | 5 | Mr. Grimm è un pilota misterioso che desidera semplicemente prendersi l'anima di Calypso; questa versione iniziale non mosterà mai il suo vero volto, nascosto dal suo casco. La sua moto è fragile ma molto veloce e abbastanza maneggevole, e l'attacco speciale, che consiste in teschi fiammeggianti, è il più potente del gioco. |
| Spectre       | Scott Campbell  | 5 | 4 | 1 | 4 | Scott Campbell (nella sua unica apparizione nella serie) è uno spirito che entra nel torneo per tornare in vita. Come Stone, guida una macchina sportiva, fragile ma velocissima e maneggevole, e l'attacco speciale consiste in un missile che attraversa muri e pavimenti. |
| Hammerhead    | Dave & Mike     | 1 | 2 | 4 | 5 | Dave e Mike sono due adolescenti che hanno lasciato il liceo e partecipano al Twisted Metal per desiderare nuove ruote (epilogo normale) o le "pollastre" di Calypso (Lost Ending). Il loro monster truck è resistente, lento e poco maneggevole, e l'attacco speciale, che avviene automaticamente senza la pressione di alcun tasto, consiste semplicemente nello schiacciare qualunque avversario.                                                                         |
| Roadkill      | Captain Spears  | 4 | 2 | 4 | 3 | Spears è un comandante dell'esercito che desidera tornare indietro nel tempo per salvare i suoi uomini, morti in un'imboscata. La sua è una macchina messa insieme da ferrivecchi, ed è veloce, resistente e non molto maneggevole; l'attacco speciale consiste in un giavellotto che colpisce ogni cosa di fronte a sé. |

## Livelli
La modalità Torneo comprende una serie di sei livelli, in quest'ordine:
- Arena Duel (1 avversario)
- Warehouse Distruct Warfare (3 avversari)
- Freeway Free For All (5 avversari)
- River Park Rumble (6 avversari)
- Assault on Cyburbia (8 avversari)
- Rooftop Combat (3 avversari)
  - Minion Duel (testa a testa contro Minion, o 4 avversari se si usa una password)
- The Fight of your Life! (5 avversari, versione alternativa del primo livello accessibile solo tramite una password)

## Accoglienza
| Testata                            | Versione | Giudizio |
| ---------------------------------- | -------- | -------- |
| GameRankings (media al 30-01-2020) | PS1      | 66.88%   |
| AllGame                            | PC       | [ 6 ]    |
| CVG                                | PS       | 5/5      |
| EGM                                | PS       | 9.25/10  |
| GameFan                            | PS       | 91%      |
| Game Informer                      | PS       | 8.5/10   |
| GamePro                            | PS       | 14/20    |
| Game Revolution                    | PS       | B+       |
| IGN                                | PS       | 7/10     |
| Maximum                            | PS       | [ 14 ]   |
| Next Generation                    | PS       | [ 15 ]   |

Twisted Metal ha ricevuto un'accoglienza positiva dalla critica, e ha ricevuto un punteggio aggregato di 66.88% su GameRankings. Game Revolution ne ha notato l'azione e la varietà dei veicoli, ma anche che le grafiche erano "un po' sciatte". IGN ha criticato la modalità a giocatore singolo piuttosto breve, in quanto durava "solo un paio d'ore", ma ha notato come la modalità a due giocatori "compensa più del previsto la breve durata del singleplayer". Twisted Metal ha anche ricevuto un premio di Gioco dell'Anno del 1995 dagli editori di Electronic Gaming Monthly. La Vedova Nera di GamePro ne ha criticato la grafica per la folla statica, il radar complicato e alcuni altri problemi, e descritto la musica come "generalmente debole". Ha concluso però che "nonostante i suoi problemi, questo folle gioco è divertente". Maximum ha applaudito i vari punti deboli e forti dei veicoli e soprattutto i livelli innovativi free-roaming, ma ha anche criticato come il gioco fosse troppo breve, e ha concluso: "un gioco giocabile, ma probabilmente destinato all'oscurità" Un recensore di Next Generation lo ha chiamato "un altro gioco da vetrina per la PlayStation",  dichiarando che nonostante la semplicità delle texture, ciò permette un'azione abbastanza facile perché raramente i giocatori notino la carenza di dettagli. In accordo con Maximum il gioco è stato troppo breve, e persino giocatori con poche abilità raggiungeranno l'ultimo livello in almeno due ore, e tuttavia la modalità a due giocatori compensa ciò "quasi" completamente.
Twisted Metal è stato anche un successo commerciale. Nel 1996, Twisted Metal e Warhawk vendettero oltre mezzo milione di copie nel loro insieme, per un totale di 28 milioni di dollari a favore della Sony. Ad oggi, Twisted Metal ha venduto più di un milione di copie nel solo continente nordamericano. Come risultato, la Sony ha annunciato il 3 marzo 1997 che il gioco sarebbe stato ripubblicato come parte della sua collana Greatest Hits.

## Curiosità
- Tra i nomi originali per il gioco, affibbiati prima di Twisted Metal, troviamo High Octane, Urban Assault e Cars and Rockets, e durante il suo sviluppo, il gioco fu ribattezzato Firestorm.
- All'inizio del film Jumanji - Benvenuti nella giungla, si vede un giovane Alex Vreeke giocare al Twisted Metal originale nella sua stanza.
- Stando alla storia canonica, Outlaw è il vincitore di questo torneo, motivo per cui, nel sequel, si vede sua sorella Jamie guidare un altro Outlaw e partecipare al torneo per riportarlo sulla Terra.
- La versione ufficiale del gioco include epiloghi sotto forma di testi a scorrimento, ma in realtà presenta epiloghi in live-action che però sono stati tagliati dal gioco in quanto troppo sessisti, violenti o strambi, e alcuni di essi erano persino assai diversi dalle loro controparti testuali. Questi epiloghi sarebbero apparsi come contenuti extra in Twisted Metal: Head On: Extra Twisted Edition.
- Durante i suoi primi momenti di sviluppo, uno dei livelli di gioco avrebbe portato il giocatore ad attaccare gli avversari usando un aereo noto come Warhawk. Tale caratteristica è stata in seguito rimossa e resa il gameplay principale dell'omonimo videogioco.
- È possibile accedere al primo livello, Arena Duel, in una versione da cinque avversari anziché uno solo tramite un codice.